# Принципат
Принципат (лат. principatus, від лат. princeps — перший, головний) — умовний термін в історичній літературі для позначення системи влади, що склалася в епоху ранньої Римської імперії (27 до н. е. — 284 н. е.) і яка поєднувала монархічні та республіканські риси.
В історіографії голову держави найчастіше називають титулом «імператор», хоча основні юридичні повноваження він мав як народний трибун і принцепс сенату. Терміну «принципат» в історичній літературі відповідає термін «рання імперія», який вважається точнішим.
Система принципату стала формуватися за Октавіана Августа, влада якого ґрунтувалася на поєднанні різних магістратур. Август і його наступники, обіймаючи посаду принцепса сенату, одночасно зосереджували у своїх руках вищу цивільну (довічний народний трибун) і військову владу. Формально продовжував існувати республіканський устрій: сенат, коміції (народні збори), магістратури (крім цензорів). Але ці інститути втратили колишнє політичне значення, бо вибори до них та їх діяльність регулювалися принцепсом. 
З часом, реальна влада все більше переходила до рук імператора і близьких до нього людей, його особистої канцелярії, штат якої невпинно зростав, а сфера діяльності розширювалася. Цей процес зосередження влади завершився наприкінці Кризи III століття у 284 н. е.; до імператорів стали звертатися по-новому — «домінус», а нова система влади отримала назву «домінат».

## Занепад принципату
Однією з причин, чому ця система припинила нормально функціонувати, було падіння авторитету імператора в очах солдатів римської армії, що була його найважливішою опорою. Верховне командування всіма збройними силами римської держави в період Принципату було основою (das Kernstück, за висловом Й. Бляйкена) імператорської влади. А передумовою розриву союзу між армією і правлячим імператором стало саме зміна ситуації на кордонах римських володінь. З другої половини II ст. н. е. римляни майже безперервно вели війни з північними і східними сусідами. Зміна ситуації на кордонах римських володінь, з одного боку, спричинила зростання значення армії в житті імперії, з іншого боку, вона зробила істотний вплив на структуру збройних сил римської держави.
Вже до початку 40-х років III ст. н. е.. правителі імперії були змушені піти на те, щоб об'єднати військові сили кількох сусідніх провінцій під командуванням спеціальних воєначальників (duces)
На зміну принципату прийшов Домінат, де монархічні риси видно значно виразніше, республіканські інститути були здебільшого скасовані, а деякі переформовані в монархічні.